# Crudele tango/Senza il tuo amore
Crudele tango/Senza il tuo amore è un singolo della cantante italiana Milva pubblicato nel 1960 dalla casa discografica Fonit Cetra.

## Descrizione
Il brano Crudele tango è stato cantato da Milva in duetto con Walter Romano.

## Tracce
1. Crudele tango (Di Aldo Maietti e Nisa)
2. Senza il tuo amore (Di Gerardo Rusconi e Luciano Beretta)